# Ludwig Dingeldein

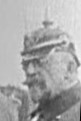
General Ludwig Dingeldein 1914

Georg Albrecht Heinrich Otto Ludwig Dingeldein, Rufname Ludwig (* 28. Juli 1855 in Romrod; † 10. Januar 1931 in Wiesbaden) war ein preußischer General der Infanterie im Pionier- und Ingenieurkorps.

## Leben

### Familie
Ludwig Dingeldein war das zweite von sechs Kindern des aus Reichelsheim in Odenwald stammenden evangelischen Pfarrers von Romrod im Vogelsberg und späteren Oberpfarrers und Dekans von Alsfeld (Johann) Georg Dingeldein (1808–1873) und seiner Ehefrau, der Pfarrerstochter Sidonie (Rosa Luise), geborene Wiener (1823–1904). Der Philologe Otto Dingeldein (1861–1951) war sein Bruder.

### Militärkarriere
Nach dem Besuch der Realschule in Alsfeld trat Dingeldein in das Kadettenkorps in Berlin ein. Am 19. April wurde er in das Pionier-Bataillon Nr. 11 als Sekondeleutnant übernommen, 1881 erfolgte die Beförderung zum Premierleutnant. 1883 erhielt Dingeldein das Ritterkreuz II. Klasse des Ordens vom Zähringer Löwen mit Eichenlaub. Ab Oktober desselben Jahres bis 1885 absolvierte er die Kriegsakademie in Berlin, woraufhin er im Jahr 1887 zum Hauptmann und Kompaniechef im Pionier-Bataillon Nr. 6 sowie zum Adjutanten des Generalinspekteurs der Generalsinspektion des Pionier- und Ingenieurskorps ernannt wurde. 1890 wurde er ins Kriegsministerium abkommandiert und hier 1892 zum Major befördert.
Im Jahr 1894 kehrte Dingeldein zur Truppe zurück und übernahm als Kommandeur das Pionier-Bataillon Nr. 16. 1898 wurde er als Oberstleutnant Inspekteur der 2. Festungs-Inspektion. Die Beförderung zum Oberst erfolgte im Zusammenhang mit seiner Ernennung zum Inspekteur der 6. Festungs-Inspektion. Ab 1903 fungierte er als Chef des Stabes der Generalinspektion der Ingenieur- und Pionierkorps in Berlin. 1905 wurde er zum Generalmajor befördert und am 8. Januar 1907 zum Inspekteur der 4. Ingenieur-Inspektion im lothringischen Metz ernannt. In dieser Stellung erfolgt am 27. Januar 1908 seine Beförderung zum Generalleutnant. Als solcher wurde Dingeldein in Genehmigung seines Abschiedsgesuches am 8. Juni 1911 mit der gesetzlichen Pension zur Disposition gestellt. Er ließ sich in Wiesbaden nieder, wo er auch nach 1918 seinen Lebensabend verbrachte.
In Würdigung seiner langjährigen Verdienste erhielt Dingeldein am 1. Juli 1911 den Kronenorden I. Klasse. Außerdem verlieh ihm Wilhelm II. am 16. Juni 1913 den Charakter als General der Infanterie.
Während des Ersten Weltkriegs wurde Dingeldein als z.D.-Offizier wiederverwendet und war vom 27. Januar 1915 bis zum 31. Januar 1918 als stellvertretender Generalinspekteur des Ingenieur- und Pionierkorps tätig. Im Februar 1918 wurde ihm in Anerkennung seiner Leistungen der Rote Adlerorden I. Klasse mit Eichenlaub verliehen.